# Зофян
Зофян (пол. Zofian) — село в Польщі, у гміні Камйонка Любартівського повіту Люблінського воєводства. Населення — 120 осіб (2011).

## Демографія
Демографічна структура станом на 31 березня 2011 року:
|          | Загалом | Допрацездатний вік | Працездатний вік | Постпрацездатний вік |
| -------- | ------- | ------------------ | ---------------- | -------------------- |
| Чоловіки | 60      | 13                 | 39               | 8                    |
| Жінки    | 60      | 13                 | 32               | 15                   |
| Разом    | 120     | 26                 | 71               | 23                   |